# Чатеж (Требнє)
Чатеж (словен. Čatež) — поселення в общині Требнє, регіон Південно-Східна Словенія, Словенія.